# Quella fu la loro ora migliore

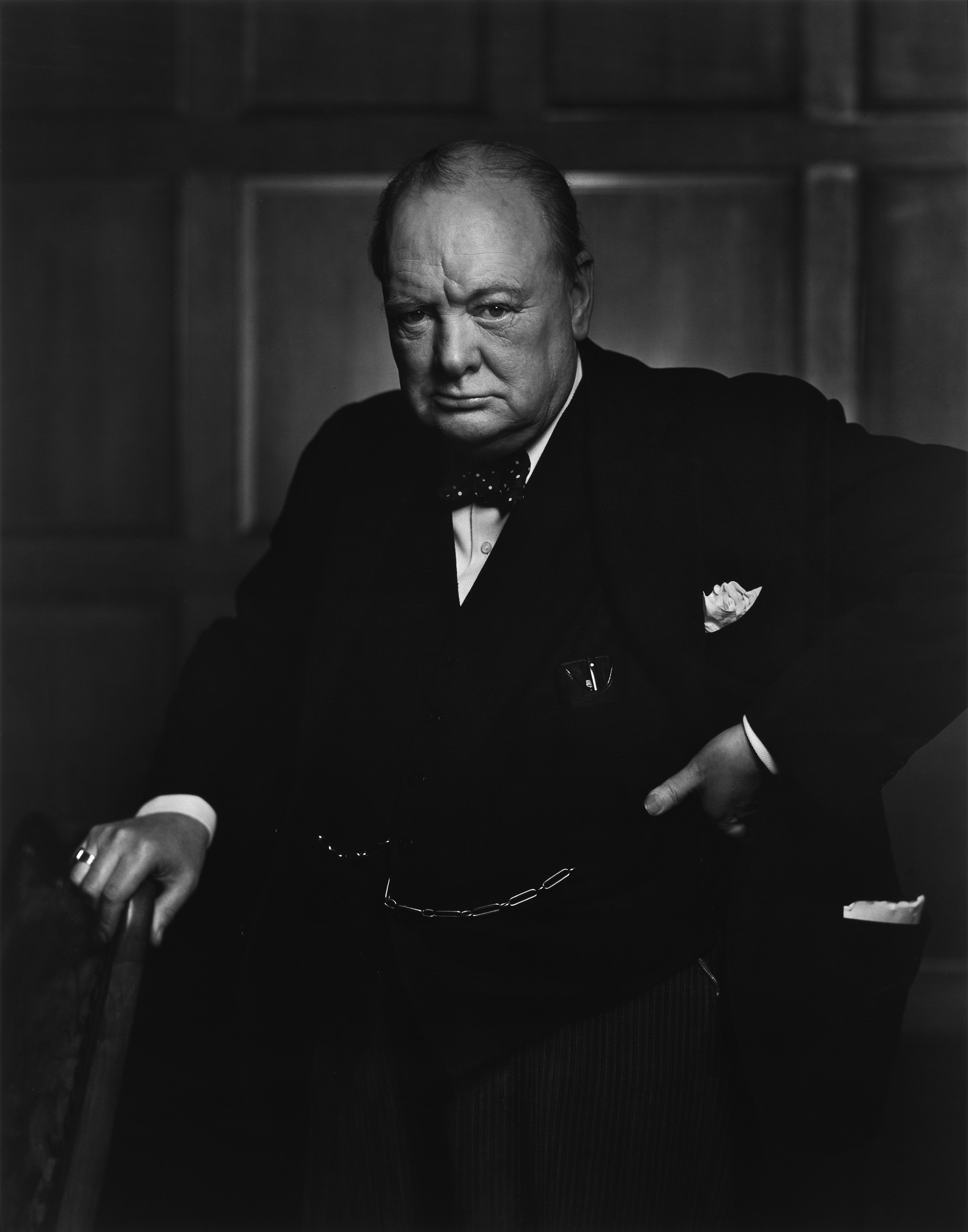
Winston Churchill

"Quella fu la loro ora migliore" è un discorso pronunciato da Winston Churchill il 18 giugno 1940 alla Camera dei Comuni del Regno Unito, poco più di un mese dopo aver assunto la carica di Primo Ministro alla guida di un governo di coalizione formato da tutti i partiti.
È stato il terzo dei tre discorsi pronunciati durante il periodo della battaglia di Francia, dopo "Sangue, fatica, lacrime e sudore" del 13 maggio e "Noi combatteremo sulle spiagge" del 4 giugno. "Quella fu la loro ora migliore" fu pronunciato la sera del 16 giugno dopo che la Francia aveva chiesto l'armistizio alla Germania nazista.

## Preparazione del discorso
Il discorso fu pronunciato alla Camera dei Comuni il 18 giugno 1940 alle 15:49 e durò 36 minuti. Churchill, come d'abitudine, apportò revisioni al suo dattiloscritto di 23 pagine fino al momento di iniziare e anche durante il discorso. Il passaggio finale del suo dattiloscritto venne redatto in formato di versi vuoti, che gli studiosi di Churchill considerano un riflesso dell'influenza dei Salmi sul suo stile oratorio .

## Il messaggio
Churchill aprì il discorso giustificando il basso livello del supporto che era stato possibile dare alla Francia dall'evacuazione di Dunkerque e riferì del successo dell'evacuazione della maggior parte delle forze a sostegno. Affermò di aver resistito alle pressioni di escludere i pacifisti dalla coalizione o in ogni caso di indulgere alle recriminazioni. Esaminò le forze ancora disponibili per prevenire o respingere qualsiasi tentativo di invasione, riassumendo come segue:
Toccò di sfuggita (e prendendo in giro) l'entrata in guerra dell'Italia a fianco della Germania:
Riportò poi i messaggi di sostegno da parte dei Dominions
e giustificò la fiducia nella vittoria, pur non essendo ancora chiaro come si potesse ottenere quella vittoria:
Nella perorazione finale, pur in un momento apparentemente di grande pericolo per la sopravvivenza della nazione britannica, Churchill parlò non solo della sopravvivenza e dell'interesse nazionale, ma anche di nobili cause (come la libertà, la civiltà cristiana e i diritti delle piccole nazioni) per le quali la Gran Bretagna stava combattendo e per le quali riteneva che gli Stati Uniti avrebbero dovuto e alla fine avrebbero combattuto.